# أندرو سزناجدير
أندرو سزناجدير (بالإنجليزية: Andrew Sznajder)‏ مواليد 25 مايو 1967 في لانكشر، إنجلترا، هو لاعب كرة مضرب كندي سابق بدأ مسيرته كمحترف سنة 1988 وكان يلعب باليد اليمنى. أعلى تصنيف له في الفردي كان المركز الـ 46 في سنة 1989. سبق أن شارك في دورة الألعاب الأولمبية الصيفية.

## روابط خارجية
- أندرو سزناجدير على موقع رابطة محترفي التنس (الإنجليزية)
- أندرو سزناجدير على موقع الاتحاد الدولي لكرة المضرب (الإنجليزية)
- أندرو سزناجدير على موقع كأس ديفيز (الإنجليزية)
- أندرو سزناجدير على موقع خلاصة التنس.كوم (الإنجليزية)
- أندرو سزناجدير على موقع أوليمبيديا (الإنجليزية)